# Stain of Mind
Stain of Mind è un singolo del gruppo musicale statunitense Slayer, pubblicato nel 1998 come unico estratto dal settimo album in studio Diabolus in Musica.

## Descrizione
Il brano, terza traccia dell'album, presenta un tempo più lento rispetto alle altre tracce sul disco, mantenendo lo stesso le sonorità vecchie del thrash e quelle sperimentali del nu metal. Il testo esplora temi legati al conflitto interiore, alla lotta psicologica e alla lotta umana con gli aspetti più oscuri della mente. Anche se le sonorità erano cambiate, le tematiche nei testi rimanevano le stesse, mantenendo lo stile distintivo del gruppo.

## Video musicale
Il video mostra semplicemente il gruppo eseguire il brano durante un concerto.

## Tracce
1. Stain of Mind – 3:24
2. South of Heaven (Live) – 4:25
3. Dittohead (Live) – 2:37

## Formazione
Gruppo
- Tom Araya – voce, basso
- Kerry King – chitarra
- Jeff Hanneman – chitarra
- Paul Bostaph – batteria

Produzione
- Rick Rubin – produzione
- Slayer – coproduzione
- Greg Gordon – ingegneria del suono
- John Tyree – assistenza tecnica
- Allen Sanderson – assistenza tecnica
- Wade Goeke – assistenza tecnica
- Brian Davis – assistenza tecnica
- Sabastian Haimerl – assistenza tecnica
- Howie Weinberg – mastering